# الکساندر پیا
 الکساندر پیا (انگلیسی: Alexander Peya؛ زادهٔ ۲۷ ژوئن ۱۹۸۰) یک تنیس‌باز اهل اتریش است.